# Bärenröder Teich
Der Bärenröder Teich ist ein Stauteich im Unterharz. Aufgestaut wird der Steinfurtbach – der weiter flussabwärts im Elbingstalteich erneut aufgestaut wird.

## Beschreibung
Der Stausee liegt in Bärenrode in Sachsen-Anhalt.

## Geschichte
Wann der Teich entstand, ist unbekannt. Die Siedlung Bärenrode wurde 1518 am bereits bestehenden Teich errichtet. Mittlerweile ist der Teich stark verlandet und von Schilf zugewuchert.
Siehe auch:
- Liste der Gewässer in Sachsen-Anhalt